# Musica classica

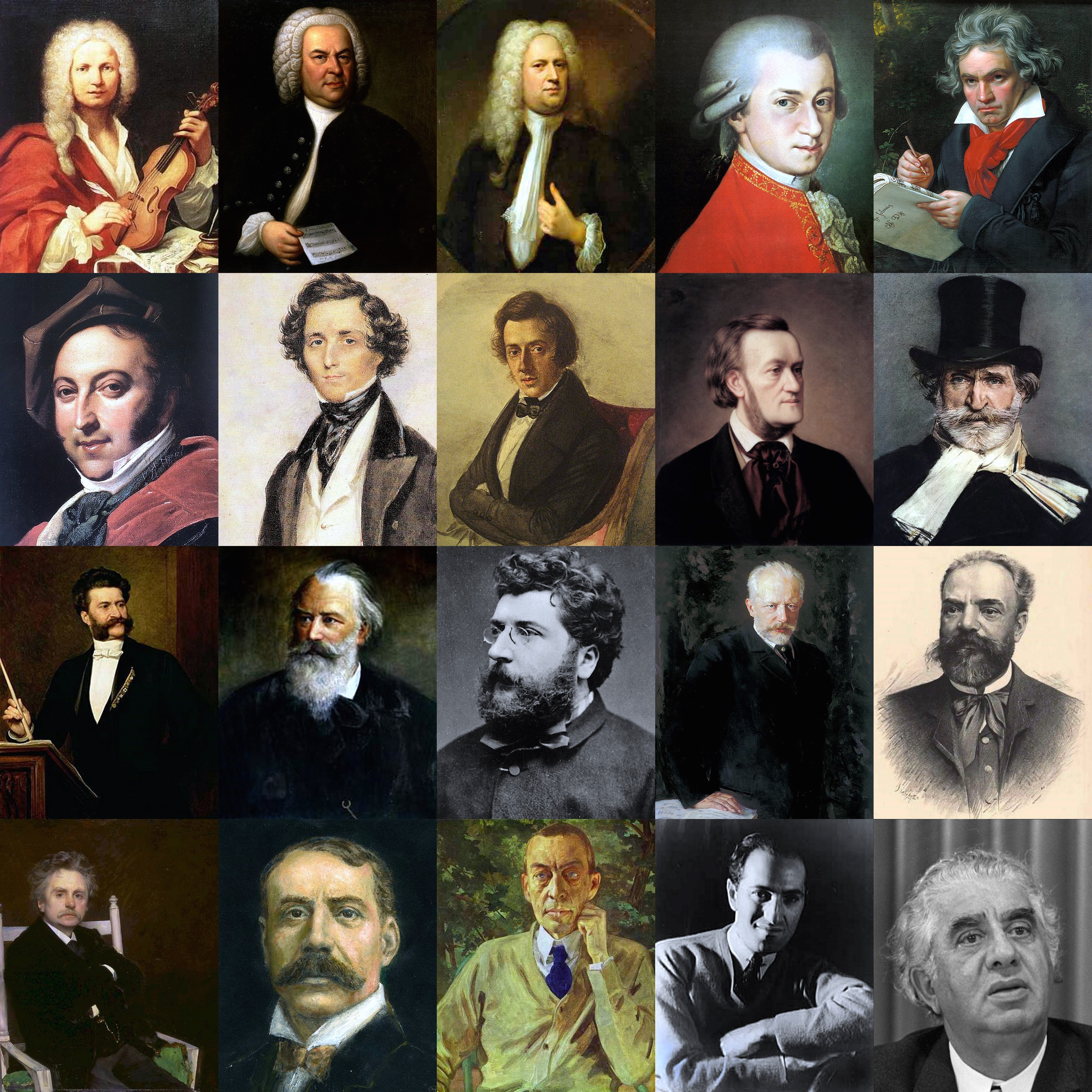
Fotomontaggio di compositori classici. Da sinistra a destra in alto: Antonio Vivaldi, Johann Sebastian Bach, Georg Friedrich Händel, Wolfgang Amadeus Mozart, Ludwig van Beethoven;
seconda fila: Gioachino Rossini, Felix Mendelssohn, Fryderyk Chopin, Richard Wagner, Giuseppe Verdi;
terza fila: Johann Strauss II, Johannes Brahms, Georges Bizet, Pëtr Il'ič Čajkovskij, Antonín Dvořák;
ultima fila: Edvard Grieg, Edward Elgar, Sergei Rachmaninov, George Gershwin, Aram Il'ič Chačaturjan

Col termine musica classica ci si riferisce alla musica colta, sacra e profana, composta o avente radici nel contesto della cultura occidentale. Essa abbraccia approssimativamente un arco di tempo che comincia dall'XI secolo e si estende fino al XX secolo o, a seconda delle convenzioni, fino all'età contemporanea. Tale periodo include, in particolare, il periodo caratterizzato dallo sviluppo e impiego prevalente dell'armonia tonale, codificata tra il XVII e il XIX secolo. In contesti più specializzati il termine "musica classica" può essere anche riferito, in senso più restrittivo, al periodo musicale detto Classicismo, ma nel linguaggio comune l'espressione è intesa nel suo significato più esteso (in opposizione a musica leggera o a musica popolare).
I confini della categoria sono sfumati e opinabili, in quanto il marchio di classicità viene in genere assegnato dai posteri; dunque, ciò che oggi si definisce "classico" non lo era necessariamente ai tempi in cui venne composto. In particolare, a seconda dei contesti il concetto di "musica classica" può includere o no la musica colta contemporanea. L'indicazione di "musica classica" in riferimento alla musica colta europea appare agli inizi del XIX secolo, allo scopo di "canonizzare" il periodo che va da Bach a Beethoven, passando per Händel e Mozart, come l'epoca d'oro della musica e i primi riferimenti a tale utilizzo, secondo quanto riportato nell'Oxford English Dictionary, risalgono intorno al 1836.
Una caratteristica importante della musica colta europea è l'abbandono della tradizione orale e l'introduzione di un sistema di notazione musicale, sviluppato gradualmente a partire dal IX secolo. Nel corso del tempo l'improvvisazione e l'ornamentazione estemporanea o ad libitum, di uso comune fino al XVII e XVIII secolo, hanno gradualmente perso spazio nell'esecuzione del repertorio scritto, nel quale la volontà del compositore, trasferita nella notazione, viene interpretata nei limiti della composizione stessa, senza più concedere spazio a modifiche arbitrarie della musica da parte degli esecutori.

## Caratteristiche
Data l'estremamente ampia varietà di forme, stili, generi e periodi storici generalmente percepiti come "musica classica", è difficile individuare delle caratteristiche comuni che possano caratterizzare tutte le opere di questo tipo. Le descrizioni più tipiche sono vaghe e di vario genere, facendo magari riferimento alla prospettiva storica (qualcosa "composto molto tempo addietro", una dichiarazione piuttosto discutibile se si considera lo stesso concetto di musica classica contemporanea). Tuttavia, ci sono caratteristiche che la musica classica condivide con pochi o nessun altro genere di musica. Tra le caratteristiche determinanti, vi sono l'adozione di un sistema di notazione musicale che ha permesso il passaggio dalla tradizione orale alla letteratura scritta, alterando profondamente la trasmissione della musica e cambiando radicalmente sia il modo di studiare e comunicare sia quello di trasmettere ai posteri il repertorio. Altro punto chiave, reso possibile dal passaggio dalla cultura musicale orale a quella scritta, è lo sviluppo di un'armonia solida e metodica che rende possibile la costruzione di composizioni musicali di dimensioni e complessità notevoli, senza precedenti e non comparabili con le altre culture musicali, grazie anche all'introduzione della tecnica della modulazione e la sua applicazione alla costruzione del discorso musicale, permettendo maggiore varietà.

### Letteratura
Una caratteristica fondamentale della musica classica occidentale è l'abbandono, a partire dal IX secolo, della tradizione orale, che caratterizzava la musica dell'antichità e che continua a caratterizzare la musica popolare e quella di molte culture non europee. Il repertorio è messo per iscritto in notazione musicale, con la creazione di una parte musicale o spartito per ogni strumento e, nella musica d'insieme, di una partitura che permetta di osservare insieme le parti di tutti gli strumenti. Questa notazione, in genere, determina con precisione ritmo e intonazione, e, dove sono coinvolti due o più musicisti (sia cantanti che strumentisti), specifica come sono coordinate le diverse parti individuali. La notazione della musica, oltre a preservare nel tempo le opere, ha permesso di creare composizioni con un elevato livello di complessità: la musica contrappuntistica, come ad esempio nelle fughe di Bach, raggiunge una straordinaria elaborazione con la combinazione di molte linee melodiche che, pur essendo chiaramente distinte, si incastrano perfettamente sia sul piano ritmico che armonico. Ciò ha permesso anche lo sviluppo di una coerente logica armonica che sarebbe impossibile portare a simili livelli di complessità improvvisando.

### Strumentazione

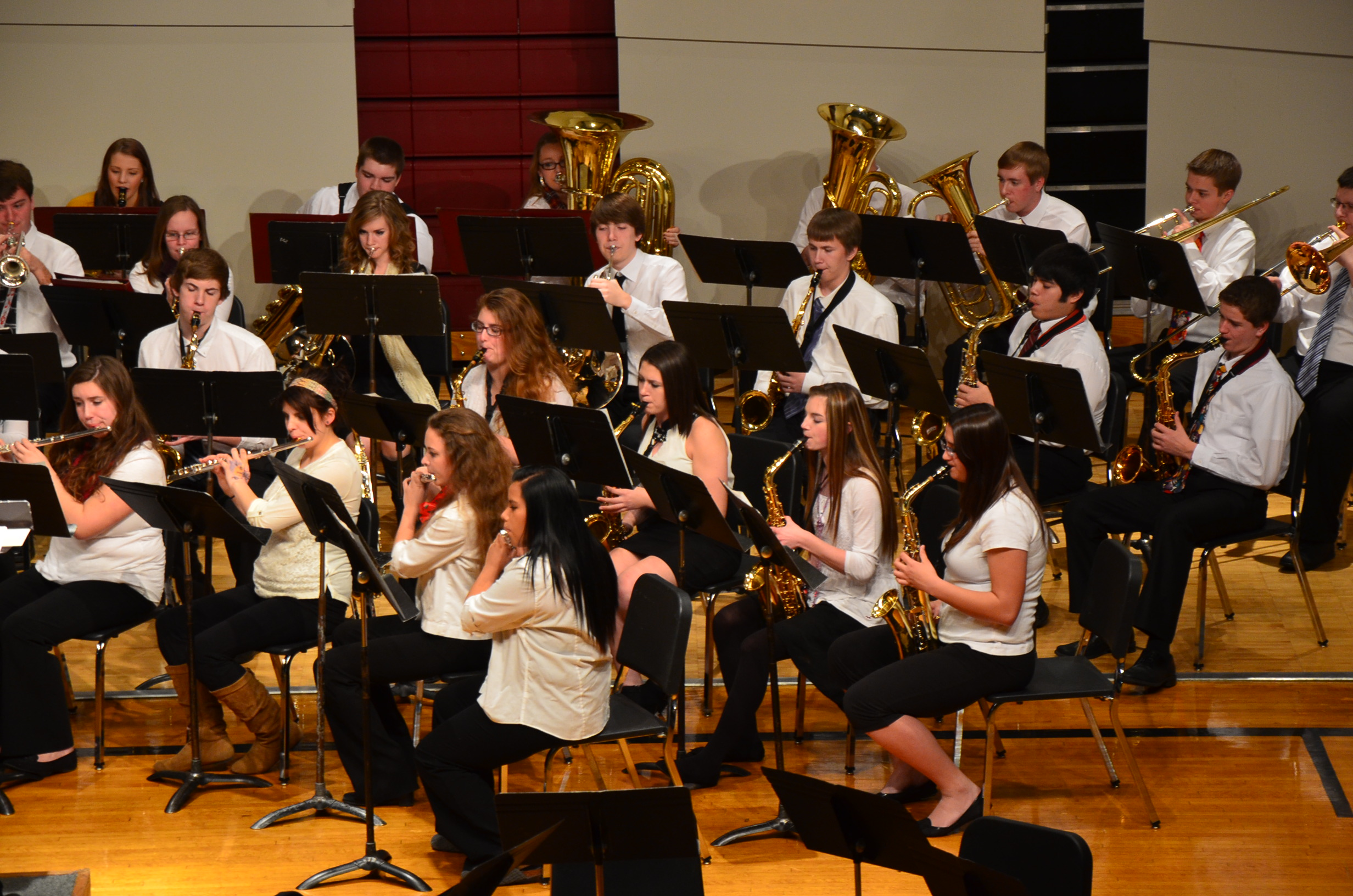
Una banda giovanile durante un'esecuzione

Gli strumenti utilizzati più comunemente nel repertorio della musica classica sono stati in buona parte inventati prima della metà del XIX secolo (spesso molto prima), e hanno sviluppato la loro forma moderna tra XVI e XIX secolo. Gli strumenti più comuni sono presenti nell'orchestra o nella banda, insieme a numerosi altri strumenti ad uso principalmente solistico (come il pianoforte, il clavicembalo e l'organo). L'orchestra sinfonica è la formazione musicale d'insieme più conosciuta al grande pubblico per l'esecuzione della musica classica e comprende le famiglie degli archi, fiati (legni e ottoni) e percussioni. La banda è un altro complesso musicale che spesso esegue musica classica; è composta da strumenti appartenenti alle famiglie dei legni, ottoni e percussioni. Essa ha in genere una varietà più ampia (soprattutto tra gli ottoni) e una maggiore quantità di strumenti a fiato rispetto all'orchestra, ma non ha una sezione di archi.
Alla fine dell'Ottocento i compositori hanno iniziato ad interessarsi a culture popolari o extraeuropee e a volte hanno introdotto suoni di strumenti provenienti da altre culture musicali, come il gamelan. Anche gli strumenti elettrofoni, come la chitarra elettrica e le onde Martenot, possono essere presenti nel repertorio del XX e XXI secolo. Sia compositori di musica classica che di musica popolare hanno sperimentato, negli ultimi decenni, l'introduzione di strumenti elettronici come il sintetizzatore, e tecniche digitali, come l'uso di campioni o di suoni generati dal computer.

#### Organico
In base all'organico, a grandi linee si distingue generalmente la musica a strumento solo (o non accompagnato), la musica da camera, che prevede invece un organico d'insieme generalmente non molto esteso, nel quale ogni strumento conserva un ruolo individuale, e la musica sinfonica, ovvero quella per orchestra.

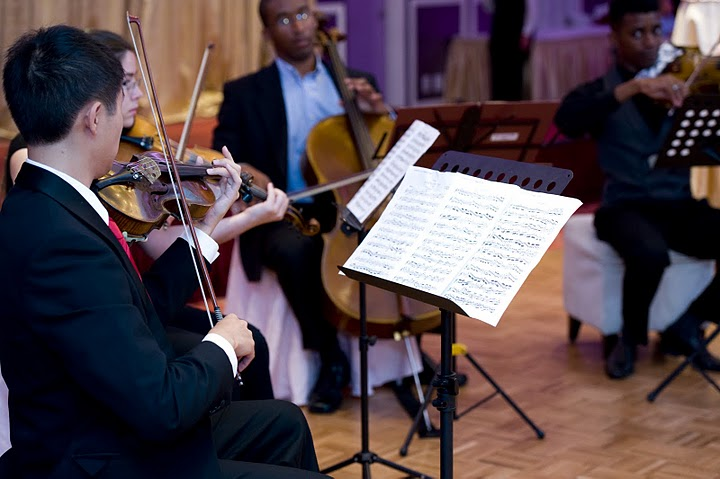
Un quartetto d'archi, esempio di formazione di musica da camera

I generi cameristici variano molto a seconda della dimensione e del tipo di organico; è molto comune incontrare uno strumento melodico insieme ad uno strumento polifonico (es. flauto e pianoforte o violino e pianoforte), gruppi di tre, quattro o cinque strumenti, con o senza pianoforte, che possono essere timbricamente molto omogenei, magari appartenenti alla stessa famiglia (es. trio o quartetto d'archi), o meno.
In alcune composizioni può essere presente un solista, ovvero uno strumento dal ruolo nettamente preminente. Il solista può essere accompagnato da altri strumenti (generalmente polifonici, come il clavicembalo o il pianoforte) o dall'orchestra. Esempi di questo tipo sono il concerto, nel quale il solista si contrappone a un'orchestra o a un altro ensemble (ad esempio, archi e basso continuo nei concerti barocchi); esistono concerti nei quali sono presenti più solisti che dialogano fra loro e con l'orchestra (noti esempi sono il concerto per due violini di Bach o il concerto per violino e violoncello di Brahms). Il concerto grosso, popolare nel barocco, prevedeva la contrapposizione tra l'insieme (detto tutti o ripieno o concerto grosso) e un ristretto gruppo di solisti (generalmente due violini e violoncello o due violini, viola e violoncello, detto concertino).

#### L'orchestra

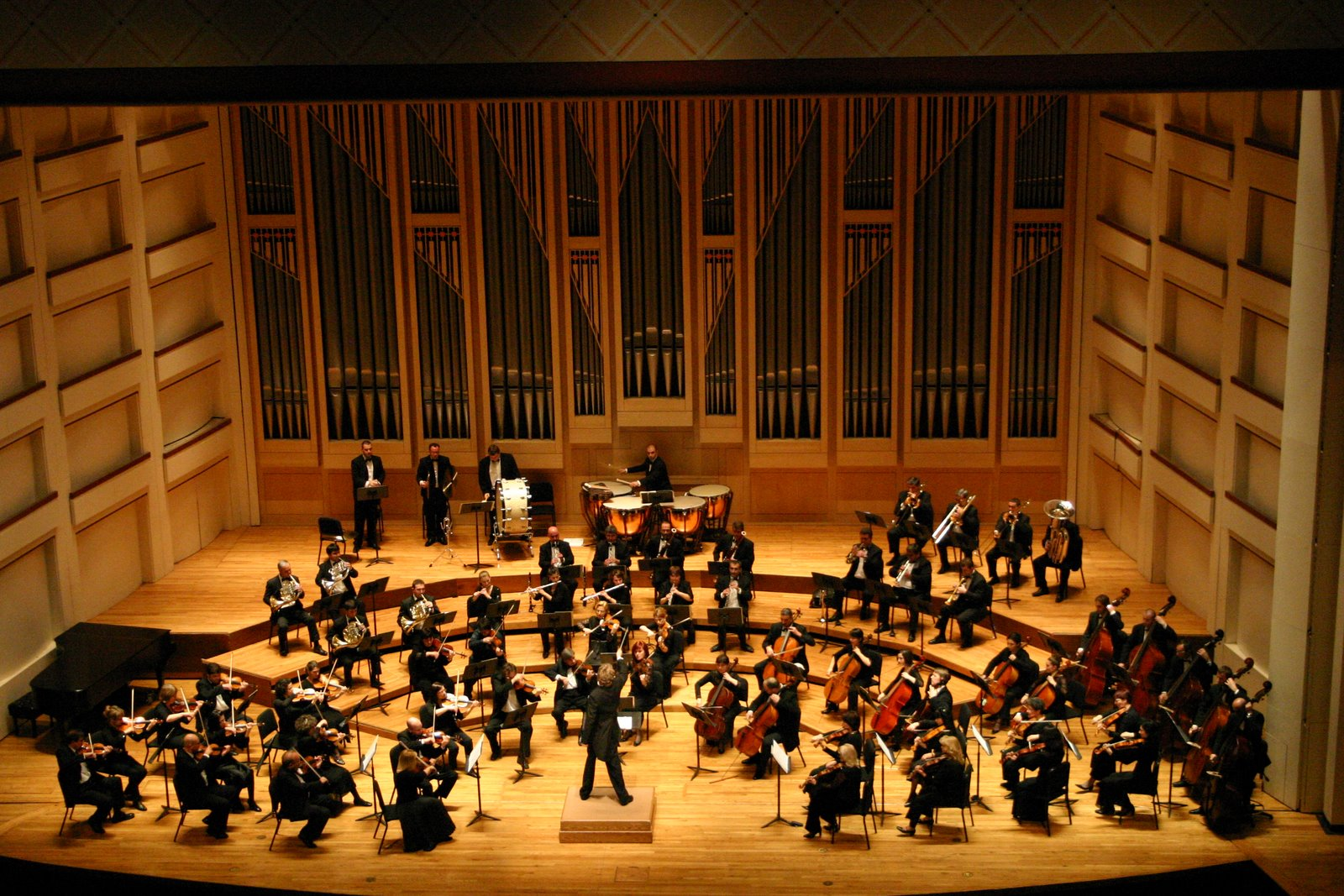
La Dublin Philharmonic Orchestra durante l'esecuzione della Sinfonia n. 4 di Čajkovskij a Charlotte nella Carolina del Nord

Fino al Rinascimento non esistevano strumenti di taglia bassa e nella musica medievale gli strumenti erano divisi in due categorie: quelli più sonori, maggiormente adatti per l'uso all'aperto o nelle chiese, e gli strumenti meno sonori, destinati all'uso in interni. Inizialmente gli strumenti erano deputati solo a raddoppiare o accompagnare le voci, e i primi ensemble strumentali considerabili come proto-orchestre nascono nel XVI secolo, di composizione molto eterogenea e impiegati nel servizio liturgico o nell'accompagnamento di balli e per l'intrattenimento. Il termine orchestra (già usato fin dai greci antichi per indicare il livello più basso del palco nei teatri, destinato al coro) tornò in uso nel Rinascimento per indicare la zona antistante il palco teatrale, nella quale venivano usualmente collocati i musicisti, e il termine iniziò ad essere usato anche per indicare la compagine strumentale negli anni Settanta del Seicento.
L'orchestra barocca era spesso composta da soli archi e strumenti delegati ad eseguire il basso continuo (clavicembalo, chitarrone, arciliuto, tiorba), cui potevano aggiungersi fiati, sia come parti di raddoppio ad libitum che come parti reali, solitamente flauti, oboi, corni, a volte con trombe e timpani.  Negli anni Trenta e Quaranta del Settecento nasce l'orchestra nel moderno senso del termine, con gli archi stabilmente affiancati da fiati, tipicamente due oboi, due corni e uno o due fagotti, nella musica più solenne a volte anche trombe e tromboni; potevano essere presenti anche i timpani e il flauto, spesso suonato da un oboista. Durante il Classicismo, negli ultimi due decenni del Settecento, gli strumenti precedentemente presenti ad libitum, come flauti, clarinetti, trombe e percussioni, entrano a far parte dell'organico stabile dell'orchestra. Con il Romanticismo le dimensioni dell'orchestra aumentano progressivamente e nel secondo quarto dell'Ottocento scompaiono le tastiere impiegate nella realizzazione del basso continuo. Aumentano sia il numero degli elementi in ogni sezione degli archi sia il numero e la varietà dei fiati e delle percussioni, fino a raggiungere il gigantismo delle orchestre wagneriane e mahleriane.

### Lo sviluppo dell'intonazione

Esempio di scale temperate e naturali: si osserva che la scala naturale, costituita da intervalli di differente ampiezza, non può essere semplicemente traslata su gradi diversi dalla fondamentale (nell'esempio, da do a re maggiore), a differenza di quella basata sul temperamento equabile

Collegato allo sviluppo degli strumenti vi è il problema della costruzione delle scale sulle quali la loro intonazione debba essere modellata. Mentre infatti alcuni strumenti (come gli archi) hanno la possibilità di intonare liberamente e quindi adattarsi a ogni genere di scala (tonale e non), in altri strumenti l'intonazione può essere cambiata solo con l'accordatura (es. clavicembalo, arpa, pianoforte) o addirittura può essere legata alla costruzione (es. molti strumenti a fiato).
Un ulteriore problema è sorto con lo sviluppo dell'armonia tonale e successivamente la pratica della modulazione, ovvero il passaggio fra tonalità diverse nella stessa composizione: l'intonazione naturale, prevedendo toni e semitoni di ampiezza non costante, non si presta facilmente a tale pratica, richiedendo su alcuni strumenti (clavicembalo o liuto, ad esempio) di modificare l'accordatura per poter cambiare tonalità. I teorici musicali hanno quindi studiato nuove scale e temperamenti (ovvero modifiche dell'ampiezza delle quinte e quarte rispetto alla loro intonazione naturale) che fornissero delle soluzioni di compromesso tra la perfezione dell'intonazione degli intervalli (che fosse più vicina possibile alla loro intonazione naturale) e la maggiore omogeneità possibile degli intervalli stessi all'interno della scala, per consentire le modulazioni.
Il temperamento equabile si affermò gradualmente durante i secoli XVIII e XIX, tuttavia i differenti temperamenti storici vengono spesso usati nell'esecuzione filologica della musica antica. Ad esempio, nell'interpretazione storicamente informata di musica antica e barocca si impiegano spesso il temperamento mesotonico o i temperamenti Werckmeister.

### Forme
In musica si chiama forma l'organizzazione degli elementi musicali in una composizione o parte di composizione. Dietro ogni atto compositivo, dal più piccolo al più grande, si rinviene infatti una tendenza all'organizzazione, anche se questo non implica che l'attività compositiva possa essere ridotta a una meccanica applicazione di schemi prestabiliti. Lo studio della forma musicale è di interesse pedagogico più che analitico o critico, e nelle opere di una certa complessità in genere si considerano diversi aspetti dell'organizzazione formale. Ad esempio, Felix Salzer propone una distinzione fra struttura nel senso dell'analisi schenkeriana melodica e armonica, forma nel senso di organizzazione e suddivisione di tale struttura in sezioni della composizione e nelle relazioni che scaturiscono fra tali sezioni, e design nel senso di organizzazione superficiale del materiale ritmico e tematico.
Mentre gli stili più popolari si basano soprattutto su forme semplici, come le danze o la forma canzone, la musica classica ha sviluppato una gran numero di generi e forme altamente sofisticati di musica vocale e strumentale. Le composizioni possono avere una varia organizzazione interna del materiale musicale e i compositori classici spesso aspirano a permeare la loro musica con un rapporto molto complesso tra i contenuti emozionali e gli strumenti intellettuali con cui si ottengono. Molti dei lavori più apprezzati di musica classica fanno uso dello sviluppo musicale, il processo attraverso il quale un'idea musicale o motivo viene riproposta ed elaborata in contesti differenti. Una composizione di musica classica tipicamente può essere vista come un discorso, nel quale elementi musicali di senso autonomo (idee musicali, temi, frasi) vengono elaborati per formare un percorso musicale più ampio. Esempi di forma o di strutturazione di una composizione o parte di essa sono la forma sonata, la forma Lied, il rondò o la fuga.

### Complessità
Le composizioni del repertorio classico sviluppano una complessità artistica spesso notevole, che nasce dalla volontà di trasmettere un discorso emotivo articolato e si concretizza con la ricerca e applicazione di tecniche e procedimenti compositivi non banali, come l'attenzione alla costruzione del fraseggio e dell'armonizzazione, l'uso di modulazioni (cambio di tonalità), lo sviluppo tematico e il contrappunto. La costruzione porta quindi allo sviluppo di svariate forme e strutture musicali, accennate nella precedente sezione. Le composizioni più complesse, come la sonata, la sinfonia, il concerto, l'opera o l'oratorio, sono costituite in genere da una gerarchia di unità più piccole, in ordine di complessità crescente da incisi, frasi musicali, periodi, sezioni e movimenti (generalmente nella musica strumentale) o atti (nell'opera e nel teatro musicale, spesso ma non sempre a loro volta suddivisibili in scene, eventualmente scomponibili in pezzi chiusi, ad esempio recitativi, ariosi o arie) fino a risalire alla composizione nella sua interezza.
La crescente complessità della musica ha fatto nascere l'esigenza di studiarne logicamente le componenti e le relazioni fra esse, portando alla nascita di una disciplina nota come analisi musicale. L'analisi di una composizione mira a raggiungere una maggiore comprensione della musica tramite lo studio formale delle sue strutture e ha grandissima utilità non solo nella didattica compositiva (insegnando modelli sui quali basarsi per strutturare le proprie idee musicali) e interpretativa (aiutando l'esecutore a capire il funzionamento interno di una composizione e permettendo quindi di esprimerla al meglio), ma anche nell'ascolto, permettendo di seguire in maniera molto più chiara il discorso musicale e di apprezzarne le sottigliezze. L'analisi musicale nasce come disciplina sistematica e rigorosa a partire dalla fine dell'Ottocento, ma i principali concetti analitici sono ben precedenti, si rinvengono già nel Seicento e si sono gradualmente sviluppati nel seguito.
Per soddisfare le necessità tecniche e di espressività musicale richieste dalla complessità delle composizioni, gli esecutori della musica classica devono raggiungere standard elevati di maestria tecnica. Si richiede un notevole livello di conoscenza della scrittura musicale, una buona lettura a prima vista, capacità ed esperienza nel suonare in ensemble, conoscenza approfondita dei principi di tonalità e armonia, conoscenza della prassi esecutiva e familiarità con lo stile e il linguaggio musicale inerente ad un determinato compositore, periodo o stile musicale. Tutto ciò si riflette nella necessità da parte dei musicisti classici di molto studio, articolato in un lungo percorso formativo, e di una elevata scolarizzazione, generalmente in misura molto maggiore rispetto ai musicisti che praticano generi "popolari". Questo ha portato nel corso della storia alla nascita e allo sviluppo di scuole di alta formazione, tra cui i conservatori, dedicate allo studio della musica classica.

## Storia
La storia della musica classica copre un lungo arco temporale, durante il quale c'è stata una continua evoluzione dello stile musicale e delle tecniche esecutive. Convenzionalmente si individuano dei periodi storici sufficientemente caratterizzati, tuttavia tale ripartizione (come sempre nella storiografia) è solo formale. L'evoluzione è stata continua e graduale e spesso disomogenea dal punto di vista geografico, per cui qualsiasi paletto temporale è da considerarsi puramente indicativo. Inoltre stili diversi spesso si distinguono sotto diversi aspetti e principi.
Un'altra questione importante nella visione della storia della musica classica è la tendenza a focalizzare l'attenzione su un numero limitato di compositori e di figure musicali, arrivando talvolta ad identificare interi stili o periodi in pochi nomi. Anche questa ovviamente è una tendenza riduttiva, in quanto i "grandi" compositori, per quanto siano eccellenti sul profilo estetico e abbiano ricoperto un ruolo di notevole importanza nell'evoluzione della musica, sono solo la punta di un panorama musicale molto più complesso, popolato di molte altre figure meno note al pubblico ma anch'esse di grande importanza storica, e nel quale si trova moltissima altra produzione musicale di eccellente qualità legata a nomi molto meno celebrati.
Il punto centrale è legato al fatto che la moderna visione della musica classica non deriva linearmente dall'importanza artistica o storica, ma è filtrata dalle modalità sociali tramite le quali la musica stessa passa alla massa degli ascoltatori, in primo luogo l'istituzione del concerto pubblico, affermatosi nell'Ottocento. Per tale motivo il "repertorio celebre" odierno non riflette necessariamente l'importanza storica e la qualità estetica della musica, ma riflette soprattutto la musica che poteva essere inserita nei programmi da concerto ottocenteschi, ulteriormente filtrata dall'apprezzamento della borghesia che costituiva il pubblico di tali concerti. Per tale motivo ad esempio Beethoven è enormemente più noto di Desprez, nonostante la qualità artistica e l'importanza storica della musica di quest'ultimo non siano affatto inferiori a quella di Beethoven; la produzione del grande fiammingo infatti è essenzialmente polifonia sacra e, in misura minore, profana, che non trovava posto nel repertorio da concerto ottocentesco che ha invece consacrato al grande pubblico Beethoven e altri nomi eccellenti.
La visione della musica è quindi condizionata dalla storia della ricezione della musica stessa, e varia nel tempo anche in seguito all'evoluzione dei contesti sociali nei quali la musica si inseriva, spesso in maniera molto precisa e funzionale. Quindi per l'evoluzione del panorama religioso la raffinatissima polifonia sacra rinascimentale rimane poco conosciuta, analogamente per la trasformazione del teatro da salotto mondano e sfarzo delle corti a moderna sala da concerto si è perso l'interesse per il teatro d'opera del Seicento e, salvo poche eccezioni, del Settecento. Nel corso del Novecento tuttavia si è sviluppata tantissimo la storiografia musicale e, soprattutto a partire dagli anni Sessanta/Settanta, la filologia musicale e lo studio della prassi esecutiva storica, grazie alle quali moltissima musica del passato è stata studiata e viene nuovamente eseguita e registrata.
Per motivi analoghi, l'importanza e la celebrità dei compositori è mutata notevolmente nel corso del tempo, non deve quindi stupire che anche quelli che oggi sono reputati i nomi più grandi della storia venissero visti in maniera notevolmente diversa in passato, e analogamente grandi nomi del passato oggi siano stati notevolmente ridimensionati. Ad esempio la musica di Bach, già fuori moda negli ultimi anni della sua vita, è stata dimenticata e dopo la sua morte era nota e studiata solo come interesse teorico e formale da una limitata cerchia di eruditi, ed è stata riscoperta e riportata all'attenzione del grande pubblico solo nel 1829, quando Felix Mendelssohn diresse una esecuzione della Passione secondo Matteo: la sua musica infatti, dopo essere stata dimenticata per il venir meno della sua funzione ecclesiastica e cortigiana, ha trovato una nuova collocazione nel contesto delle nuove tendenze del Romanticismo, che le ha dato nuova vita nelle sale da concerto. Analogamente, dei tre nomi che oggi quasi identificano il Classicismo, ovvero Haydn, Mozart e Beethoven, solo il primo sarebbe stato riconosciuto a tali vertici da un pubblico dell'epoca, essendo celebrato come il più grande compositore vivente dei suoi tempi, mentre a Mozart con buona probabilità sarebbe stato anteposto ad esempio Salieri e a Beethoven Rossini.

### Legame con la musica dell'antichità
Si hanno conoscenze molto ridotte della musica dell'antichità, in quanto l'assenza di una tradizione scritta ha impedito la trasmissione del repertorio. Gli studi si basano quindi su fonti indirette per studiare la musica e il suo ruolo culturale e sociale. Spesso la musica era considerata alla stregua di un bene effimero di consumo, a differenza di altre forme d'arte, e mancava la stessa volontà di strutturare un repertorio e tramandarlo. A livello ipotetico, Burgh (2006) studia e suggerisce la possibile influenza della musica antica sulla musica classica occidentale, risalendo fino alla musica dell'antico Egitto, considerando la scrittura chironomica e l'antica orchestra egizia, che risalgono al 2.695 a.C.

#### Mesopotamia
Per quanto riguarda le culture mesopotamiche, non sono rimaste molte testimonianze dirette della loro cultura musicale. Bassorilievi, tavolette e rinvenimenti archeologici forniscono alcune informazioni sugli strumenti in uso, principalmente flauti, arpe piuttosto evolute, percussioni e lire che potevano raggiungere dimensioni gigantesche. I musicisti sumeri e babilonesi erano suddivisi in due caste, i nar erano addetti alle musiche di celebrazione e lode, e i gala alle musiche di lamentazione. È testimoniato l'importante ruolo della musica nella religione, con inni e canti accompagnati da strumenti nella liturgia. In alcuni testi sacri giunti ai giorni nostri alcune iscrizioni sono interpretate come indicazioni musicali relative al canto responsoriale e all'accompagnamento. Alcuni testi citano i nomi degli strumenti e informazioni relative all'accordatura, e un testo è stato interpretato come notazione musicale dell'accompagnamento di un inno.
La cultura mesopotamica ha avuto un influsso significativo sulla cultura occidentale, riconosciuto anche dagli autori greci e latini, e nella pratica dei canti salmodici mesopotamici si può intravedere un germe delle pratiche liturgiche ebraiche e cristiane, nelle quali si ritrovano le radici lontane della musica colta occidentale. Un'altra influenza, anche se ovviamente indiretta e non legata alla musica dell'antichità, è dovuta al fatto che molti musicisti sono stati ispirati nelle loro composizioni dalla riscoperta della cultura mesopotamica, come Händel, Rossini, Verdi, Prokof'ev e Martinů.

#### Antichi ebrei
La musica rivestiva un ruolo importante nella cultura ebraica, e testimonianze significative provengono dalla Bibbia. Nella Genesi e in altri libri successivi si trovano informazioni sugli strumenti musicali in uso presso gli ebrei, distinti in tre categorie: corni e trombe, prerogativa della classe sacerdotale, cordofoni (lire e cetre) usati dai musicisti al servizio del Tempio, e altri aerofoni, come flauti e zufoli, usati dal popolo. La Bibbia riporta anche testimonianze del simbolismo musicale religioso, come il suono del sofar, associato alla manifestazione divina (ad esempio nel sacrificio di Isacco o nella manifestazione sul monte Sinai), o l'impiego di complessi musicali grandiosi nelle celebrazioni più solenni, come il trasporto dell'Arca a Gerusalemme o la consacrazione del Tempio. Altra testimonianza molto significativa è il Salmo 137, nel periodo della cattività babilonese. Con la nascita delle sinagoghe, il culto era incentrato sulla lettura intonata dei salmi, detta cantillazione, trasmessa anche alla liturgia cristiana antica e nella quale affonda le proprie radici la monodia liturgica medievale, che è fra le basi della musica colta europea.

#### Antica Grecia
Tracce significative sono state lasciate dalla cultura greca, nella quale la musica rivestiva un ruolo significativo. I greci hanno sviluppato una raffinata teoria filosofica della musica, studiando gli intervalli e costruendo scale. Tale interesse era soprattutto teorico e speculativo e c'era una certa distinzione con la musica d'uso. I greci hanno infatti sviluppato un sistema di notazione musicale basato sulle lettere dell'alfabeto, che però era di utilità meramente pratica e veniva infatti impiegato nella musica di consumo, ma non studiato e trattato dai teorici, motivo per il quale di esso rimangono pochissime conoscenze e solo un limitato numero di frammenti, a differenza delle teorie speculative, trasmesse ai posteri. Due tra i principali strumenti della musica greca erano l'aulos, strumento aerofono ad ancia associato a Pan e al culto orgiastico, e la lyra, cordofono associato ad Apollo e alla razionalità.
La dicotomia fra il dionisiaco e l'apollineo che caratterizza diversi aspetti della cultura greca si ritrova quindi anche nella musica, emblematizzate dai miti legati a tali strumenti. Secondo la leggenda l'aulos sarebbe stato infatti inventato da Atena e il suo suono doveva simulare l'atroce lamento di Medusa, da lei trasformata da magnifica fanciulla in creatura mostruosa. Specchiandosi la dea constatò quanto brutta fosse l'espressione del suo bellissimo viso nello sforzo del suonare e gettò via lo strumento che venne raccolto da Marsia, il cui deforme aspetto di satiro invece non poteva certo peggiorare di molto. La lyra invece sarebbe stata inventata da Ermes il quale, dopo aver rubato una mandria di vacche al dio Apollo, trovò una tartaruga. Con il suo guscio come cassa costruì lo strumento, con il cui suono prodigioso poté accompagnare il canto. Apollo fu talmente colpito dalla bellezza di tale musica da accettare la lyra da Ermes in riparazione per la mandria di vacche. Marsia sfidò poi Apollo, tentando con la musica di ergersi al livello degli dei, ma quest'ultimo poteva associare al suono della sua lyra la razionalità della parola, preclusa invece allo strumento a fiato, vincendo in questo modo la sfida e condannando Marsia alla decorticazione. Tale mito mostra anche un altro legame, per certi aspetti paradossale, tra apollineo e dionisiaco, in quanto l'aulos, strumento associato all'orgiasmo, sarebbe stato inventato dalla dea della ragione, mentre lo strumento per eccellenza della razionalità, la lyra, sarebbe stato ideato dal dio del sogno.
Tale racconto mitico riflette la concezione musicale dicotomica dei greci, nella quale la musica aveva un ruolo importante sia nell'estasi orgiastica sia nella declamazione della poesia, massima espressione di razionalità. La musica greca era basata sulle harmoniai (o modi), a ciascuna delle quali era associata una scala e un insieme di elementi ritmici e melodie tradizionali, e a ciascuna di esse era anche associato un effetto sull'animo umano (ethos). Ad esempio l'armonia dorica era associata alla virtù e alla compostezza, mentre quella frigia era associata alla frenesia e all'entusiasmo orgiastico. Questo effetto era tenuto in grande considerazione, e Platone suggeriva quale dovesse essere l'uso educativo e quale quello diseducativo, e dunque bandito, della musica nella sua Repubblica, mentre Aristotele teorizzava la "catarsi omeopatica", che prevedeva l'impiego dell'ethos negativo per epurare omeopaticamente l'anima.

### Musica medievale e rinascimentale

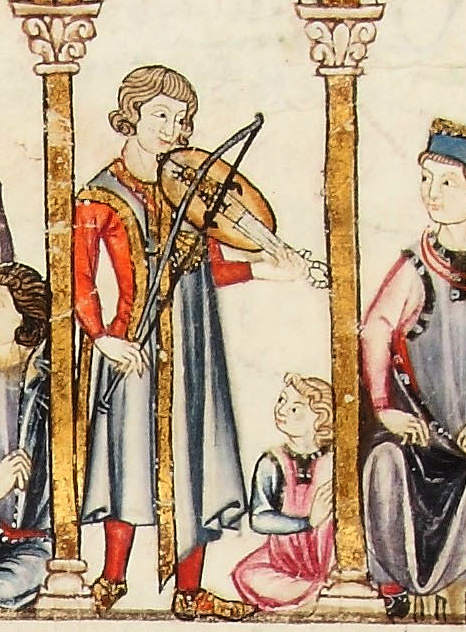
Musicista che suona una viella in un manoscritto Medievale del XIV secolo.

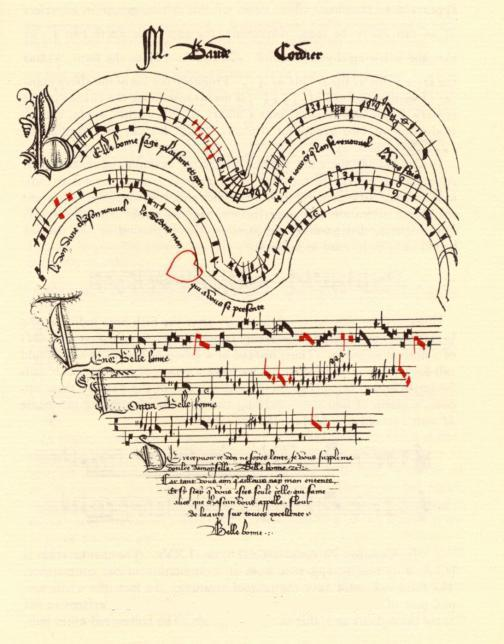
La chanson Belle, bonne, sage di Baude Cordier, un pezzo delars subtilior compreso nel Codice di Chantilly.

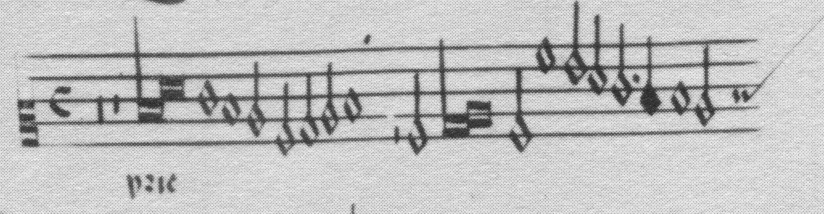
Johannes Ockeghem, Kyrie "Au travail suis," estratto

Il periodo medievale comprende musica da dopo la caduta dell'Impero Romano, a circa il 1400. Il canto monofonico, chiamato anche gregoriano o canto gregoriano, era la forma dominante fino a circa il 1100. La polifonia (più voci), si sviluppò dal canto monofonico, dal tardo medioevo al rinascimento, sfociando nel complesso mottetto. Il periodo rinascimentale è andato dal 1400 al 1600 circa ed è stato caratterizzato da un maggiore uso della strumentazione, più linee melodiche intrecciate, e l'uso dei primi strumenti bassi. Si diffuse l'utilizzo della danza come forma di socializzazione e cominciarono a standardizzarsi forme musicali appropriate per accompagnare la danza.
È in questo periodo che inizia a formarsi la notazione di musica su un pentagramma e di altri elementi di notazione. Questa invenzione rese possibile la separazione della composizione di un brano musicale dalla sua trasmissione; senza musica scritta, la trasmissione era orale, ed era soggetta a cambiamenti ogni volta che veniva trasmessa ad altri esecutori. Con una partitura musicale, l'opera musicale poteva essere eseguita senza la presenza del compositore. L'invenzione della stampa a caratteri mobili, nel XV secolo, apportò conseguenze di vasta portata sulla conservazione e la trasmissione della musica.
Fra i tipici strumenti a corda del primo periodo vi furono l'arpa, il liuto, la viella, la ribeca e il salterio, mentre fra gli strumenti a fiato il flauto diritto e traversio, la bombarda (progenitore dell'oboe), la tromba e la cornamusa. Esistevano anche dei semplici organi ma erano in gran parte confinati alle chiese, anche se ne esistevano varietà portatili. Più tardi, nel periodo, vennero realizzate le prime versioni di strumenti a tastiera come il clavicordo e il clavicembalo. Le viole da gamba apparvero nel XV secolo e le viole da braccio solo nel secolo successivo.

### L'epoca dell'armonia tonale
Il periodo della pratica comune è quello in cui presero forma molte delle idee che compongono la musica classica occidentale, venendo standardizzate e codificate. Ebbe inizio con l'epoca barocca, che va dal 1600 circa alla metà del XVIII secolo. Seguì il periodo del classicismo, che terminò all'incirca intorno al 1820. L'epoca romantica si sviluppò nel XIX secolo, terminando intorno al 1910.

#### Musica barocca

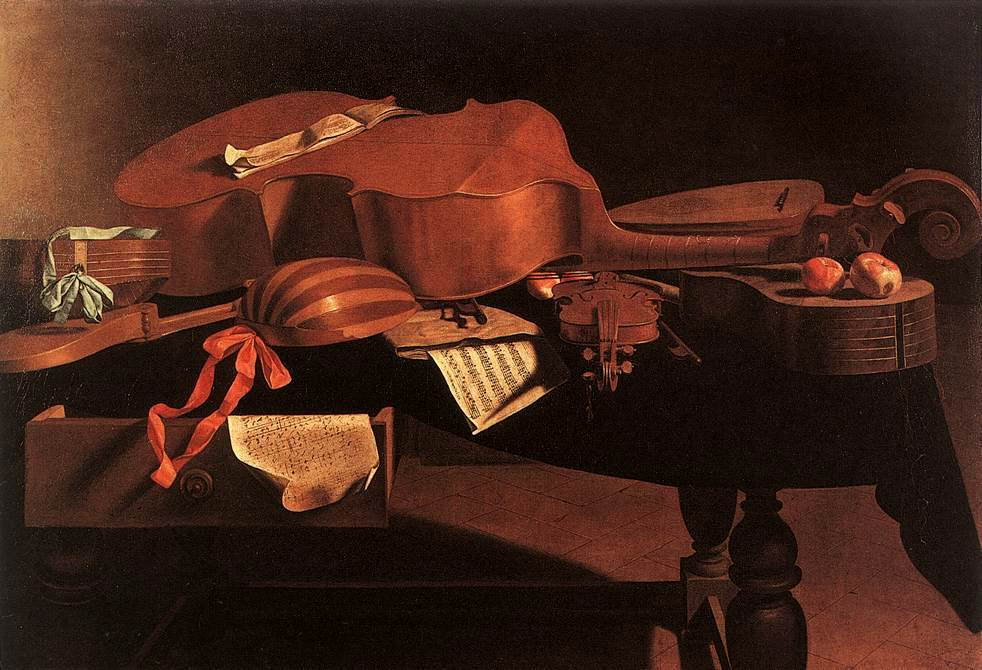
Fra gli strumenti della musica barocca: ghironda, clavicembalo, viola da gamba, liuto, violino barocco e chitarra barocca

La musica barocca è caratterizzata dall'uso di complesso contrappunto tonale e dall'uso del basso continuo. La musica è diventata più complessa rispetto alle canzoni dei periodi precedenti. L'inizio della forma sonata scaturì dalla canzona, di fatto una nozione più formalizzata di tema e variazioni.
Durante l'epoca barocca, la musica per tastiera, suonata sul clavicembalo e sull'organo divenne sempre più popolare, e la famiglia dei violini e degli strumenti a corda assunse la forma generalmente presente al giorno d'oggi. L'opera, come dramma musicale messo in scena, iniziò a differenziarsi da precedenti forme musicali e drammatiche, e le forme vocali, come la cantata e l'oratorio divennero più comuni. I cantanti iniziarono ad aggiungere abbellimenti alle linee melodiche. Gli ensemble strumentali cominciarono a distinguersi e a standardizzarsi per dimensione, dando origine alle prime orchestre, con musica da camera scritta per piccoli gruppi di strumenti in cui le parti erano interpretati da singoli strumenti (anziché masse orchestrali). Si diffuse il concerto come veicolo per le esecuzioni di solista accompagnato da un'orchestra, anche se il rapporto tra solista e orchestra era relativamente semplice.
I compositori iniziarono a utilizzare modulazioni sempre più complesse e a scrivere brani in tonalità con molte alterazioni, incompatibili con il temperamento mesotonico in uso nel Rinascimento. A livello teorico, vari autori (a iniziare da Simone Stevino, 1605) iniziarono a sostenere l'adozione del temperamento equabile, che tuttavia era praticamente impossibile da realizzare esattamente nell'accordatura degli strumenti a tastiera. Nella pratica musicale si diffusero piuttosto i cosiddetti buoni temperamenti (Andreas Werckmeister, 1686) che permettevano di suonare in qualsiasi tonalità, con gradi di consonanza degli accordi principali leggermente diversi a seconda della tonalità e dello schema di accordatura adottato. Questo rese possibile la pubblicazione di raccolte di brani scritti programmaticamente in tutte le tonalità, la più celebre delle quali è il Clavicembalo ben temperato di Johann Sebastian Bach.

#### Classicismo

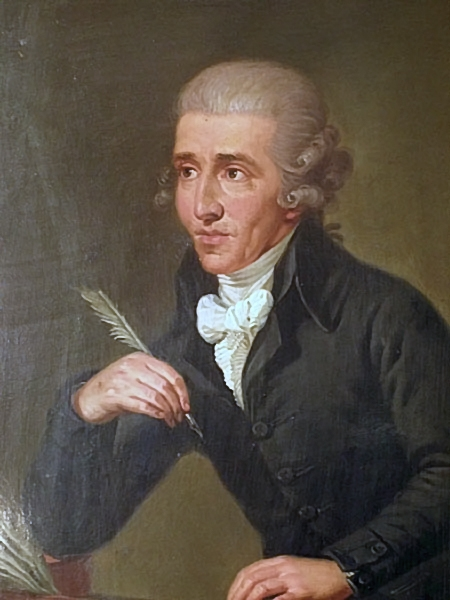
Joseph Haydn (1732–1809) c. 1770

Il periodo del classicismo musicale, da circa il 1750 al 1820, stabilì molte delle norme di composizione, presentazione e stile, e fu quello in cui il pianoforte diventò lo strumento a tastiera predominante. Le forze di base necessari per un'orchestra diventarono un po' più standardizzate (anche se sarebbero cresciute a seguito di una gamma più ampia di strumenti sviluppata nei secoli successivi). La musica da camera crebbe fino a includere gruppi con 8 o 10 esecutori per la serenata. L'opera continuò a svilupparsi, secondo gli stili regionali dell'opera italiana, francese e tedesca. L'opera buffa vide aumentare la sua popolarità, la sinfonia divenne una vera e propria forma musicale e il concerto venne sviluppato come veicolo per mettere in mostra le doti di virtuosità del solista. Le orchestre non richiedevano più la presenza di un clavicembalo (che aveva fatto parte del continuo tradizionale nel periodo barocco) ed erano spesso dirette dal primo violino chiamato konzertmeister.
Gli strumenti a fiato divennero più raffinati. Mentre gli strumenti ad ancia doppia come l'oboe e il fagotto vennero in qualche modo standardizzati nel periodo barocco, il clarinetto e la famiglia degli strumenti ad ancia singola, non vennero ampiamente utilizzati fino a Mozart che ampliò il suo ruolo nell'orchestra da camera e nelle impostazioni del concerto.

#### Musica romantica

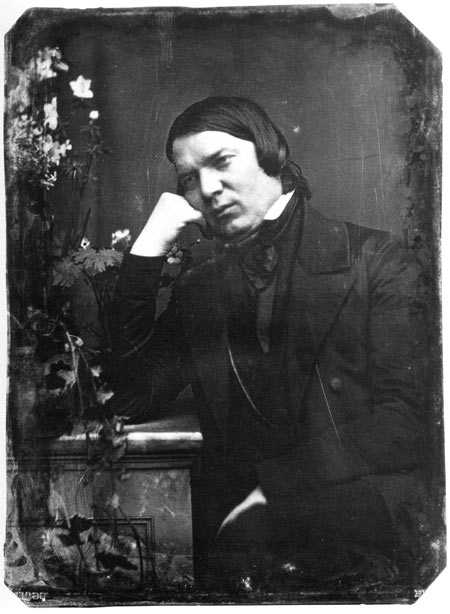
Robert Schumann (1810–1856) fotografato nel 1850

La musica del periodo romantico, da circa il primo decennio del XIX secolo alla metà del XX secolo, è stata caratterizzata da una maggiore attenzione alla linea melodica estesa, così come agli elementi espressivi ed emotivi, in parallelo al romanticismo in altra forme artistiche. Le forme musicali hanno cominciato a creare una rottura rispetto a quelle del classicismo (anche se quelle erano state oggetto di codifica), con pezzi in forma libera, come notturno, fantasie e preludi composti secondo delle linee che ignoravano o minimizzavano l'esposizione e lo sviluppo dei temi. La musica divenne più cromatica, dissonante, e timbricamente colorata, con tensioni (rispetto alle norme accettate dalle vecchie forme) su tonalità crescenti. Il lied giunse a maturità, come fece il Grand opéra, alla fine trasceso da Richard Wagner nel ciclo del Ring.
Nel XIX secolo le istituzioni musicali si affrancarono dal controllo di ricchi mecenati, e compositori e musicisti poterono costruirsi una vita autonoma dall'influenza della nobiltà. Il crescente interesse per la musica, da parte della classe media in tutta l'Europa occidentale, stimolò la creazione di organizzazioni per l'insegnamento, l'esecuzione e la conservazione della musica. Il pianoforte, che raggiunse la sua costruzione moderna in questo periodo (in parte grazie ai progressi industriali in metallurgia) divenne molto popolare presso la classe media, le cui richieste fecero nascere un gran numero di costruttori di pianoforte. Inoltre questo strumento, per via della sua grande capacità espressiva, fu il più utilizzato dai compositori dell'epoca, poiché il principale intento dei musicisti di allora era quello di dare una grande mutevolezza di suoni e di emozioni, facendo del pianoforte lo strumento principe di quel periodo. Molte orchestre sinfoniche datano la loro fondazione in questa epoca. Alcuni musicisti e compositori furono le stelle del XIX secolo; Franz Liszt e Niccolò Paganini, furono sia virtuosi del loro strumento che compositori.
Le famiglie di strumenti utilizzati, specie in orchestra, andarono incontro ad un incremento. Iniziarono ad apparire una vasta gamma di strumenti a percussione. Gli ottoni assunsero ruoli più importanti; l'introduzione della valvola rotativa rese possibile suonare una più ampia gamma di note. La dimensione dell'orchestra (in genere circa quaranta elementi in epoca classica) crebbe fino a raggiungere e superare il centinaio di musicisti. La Sinfonia n. 8 di Gustav Mahler (1906), per esempio, venne eseguita da più di 150 strumentisti e da un coro di più di 400 cantanti.
Le idee e le istituzioni culturali europee cominciarono a seguire l'espansione coloniale in altre parti del mondo. Ci fu anche un aumento, soprattutto verso la fine del periodo, del nazionalismo in musica (eco, in alcuni casi, dei sentimenti politici del tempo), in quanto compositori come Edvard Grieg, Nikolai Rimsky-Korsakov e Antonín Dvořák inserirono nelle loro composizioni temi tradizionali delle loro terre.

### Musica moderna e contemporanea
L'inizio del XX secolo vede una diffusa crisi politica, sociale e culturale, che porta alla prima guerra mondiale. Il crollo del mondo del XIX secolo trova un corrispettivo nel crollo dell'impianto tonale tradizionale. Nasce la musica moderna, in cui i compositori, in vario modo, respingono i valori tradizionali della pratica comune, come la tonalità, la melodia e la struttura. Pur nella grande varietà di tendenze creative, le esperienze più influenti da principio furono in Francia quelle di Claude Debussy, Maurice Ravel e del cosiddetto Gruppo dei Sei; e a Vienna, dagli anni Venti, la teoria dodecafonica elaborata da Arnold Schönberg e proseguita dai suoi discepoli Alban Berg e Anton Webern. Le tecniche compositive sviluppate da Olivier Messiaen costituirono un modello e fonte di ispirazione per molti musicisti appartenenti alle correnti di avanguardia a partire dal secondo dopoguerra: tra questi, Pierre Boulez, Luigi Nono e Karlheinz Stockhausen. A partire dagli anni Cinquanta, si iniziò a sperimentare da un lato l'utilizzo dell'elettronica (vedi Stockhausen), dall'altro da parte musicisti come John Cage si fece strada un nuovo principio che introduceva nelle composizioni elementi di casualità (musica aleatoria). A partire dagli anni Sessanta le tendenze e gli stili si moltiplicano, mentre sono molte le personalità eclettiche difficilmente riconducibili ad una specifica corrente.

## Significato della notazione scritta

### Visione modernista del significato della composizione
Le visioni moderniste sostengono che la musica classica è considerata soprattutto una "tradizione musicale scritta", conservata in notazione musicale, invece di essere trasmessa oralmente, a memoria. Mentre ci sono differenze tra le particolari interpretazioni di un'opera classica, un pezzo di musica classica è generalmente ritenuto trascendere qualsiasi interpretazione. L'uso della notazione musicale è un metodo efficace per trasmettere la musica classica, in quanto la musica scritta contiene le istruzioni tecniche per l'esecuzione delle opere.
La partitura scritta, comunque, di solito non contiene istruzioni esplicite su come interpretare il pezzo in termini di esecuzione, a parte le indicazioni per le dinamiche, il tempo e l'espressione (in una certa misura). Questo è lasciato alla discrezione degli esecutori, che sono guidati dalla loro esperienza personale, dall'educazione musicale, dalla conoscenza del linguaggio dell'opera, dai loro gusti artistici personali, e dall'accumulo di pratiche esecutive storiche.

### Critiche alla visione modernista
Alcuni critici esprimono il parere che è solo dalla metà del XIX secolo, e soprattutto nel XX secolo, lo spartito ha cominciato ad avere un alto significato. In precedenza, l'improvvisazione, la flessibilità ritmica, la deviazione dalla partitura e la tradizione orale sulla esecuzione erano parte integrante dello stile della musica. Nel XX secolo, questa tradizione orale e di trasmissione delle caratteristiche stilistiche nella musica classica è definitivamente scomparsa. Oggi i musicisti usano lo spartito per eseguire la musica ma, nonostante questo, vi sono notevoli controversie su come eseguire i pezzi. 
Alcune citazioni che mettono in risalto questa critica della sopravvalutazione modernista dello spartito:
- "... uno degli equivoci moderni più ostinati in materia di musica barocca è che era prevista una regolarità metronomica" (Baroque Interpretation in Grove 5th edition di Robert Donington)
- "La storia di questa particolare idea è piena di vicoli ciechi e progetti falliti. È giunto il momento che queste idee sbagliate siano affrontate con rigore accademico." History of Metaphysics di Andrew Pyle
- "Troppi insegnanti, condizionati dalle idee del XX secolo, insegnano Bach e altra musica barocca esattamente nel modo sbagliato. Questo porta a ciò che il musicologo Sol Babitz chiama macchina da cucire Bach."[53]
- "... la tendenza a guardare allo stesso modo, il suono e il pensiero. I conservatori ne hanno la colpa e sono stati in colpa per molti anni. Ogni musicista sensibile in giro per il mondo ha notato la stessa cosa. I conservatori, da Mosca e Leningrado alla Juilliard, Curtis e Indiana, stanno producendo un prodotto standardizzato.
[...] Chiarezza, ritmo immodificato, tecnica semplice, musicalità. Ho messo la parola musicalità tra virgolette, perché, come spesso non è, si tratta di un falso tipo di musicalità - una musicalità che vede l'albero e non la foresta, che si prende cura del dettaglio, ma ignora il quadro; una musicalità che è legata alla nota stampata piuttosto che al significato emotivo di un pezzo.
Resta il fatto che oggi ci sia una uniformità terribile e anche una spaventosa mancanza di conoscenza della cultura e delle esecuzioni tradizioni del passato." ("Music Schools Turning out Robots?"[53] di Harold C. Schonberg)

### Improvvisazione
Un tempo l'improvvisazione giocava un ruolo importante nella musica classica. Un esempio residuo di questa tradizione improvvisatoria nella musica classica può essere ascoltato nella cadenza, un passaggio presente soprattutto nel concerto, progettato per consentire ad interpreti qualificati di esporre il loro virtuosismo sullo strumento. Tradizionalmente questa era improvvisata dall'esecutore; tuttavia, è spesso scritta in anticipo per (o occasionalmente da) l'esecutore. L'improvvisazione è un aspetto importante nelle esecuzioni autentiche di opere di epoca barocca e del bel canto (in particolare nelle opere di Vincenzo Bellini), ed è meglio esemplificato dall'aria con da capo, una forma adottata, in genere, da cantanti famosi e che prevede l'esecuzione di variazioni della materia tematica l'aria nella sezione di ricapitolazione (sezione 'B' / la parte da capo). Un esempio è la complessa variazione, anche se pre-scritta cantata dal soprano Beverly Sills, Da tempeste il legno infranto dall'opera Giulio Cesare di Händel.
La sua trasmissione scritta, insieme alla venerazione professata per certe opere classiche, ha portato l'aspettativa degli ascoltatori a pensare che gli esecutori riusciranno a rendere un'opera musicale in un modo tale da riprodurre in dettaglio le intenzioni originali del compositore. Nel corso del XIX secolo i dettagli che i compositori inserivano nello loro partiture erano generalmente aumentati. Eppure la tendenza odierna è opposta - ammirazione di artisti che eseguono nuove "interpretazioni" del lavoro del compositore - e non è insolito per un compositore lodare un esecutore per aver ottenuto una migliore realizzazione rispetto all'intento originale del compositore. Gli interpreti di musica classica spesso raggiungono alta reputazione per la loro musicalità, anche se non hanno mai composto un pezzo in vita loro. In generale tuttavia, sono i compositori che vengono ricordati più degli esecutori.
Il primato della partitura scritta dal compositore ha portato anche oggi, a un ruolo relativamente minore svolto dalla improvvisazione nella musica classica, in netto contrasto con la prassi dei musicisti che hanno vissuto durante l'epoca barocca, classica e romantica. L'Improvvisazione nell'esecuzione di musica classica, che era comune sia durante l'epoca barocca che nel XIX secolo, andò fortemente diminuendo nella seconda metà del XIX secolo e nel XX. Durante il periodo classico, Mozart e Beethoven, spesso improvvisavano cadenze ai loro concerti per pianoforte (incoraggiando in tal modo anche altri a farlo), ma fornirono anche cadenze scritte per l'utilizzo da parte di altri solisti. Nell'opera lirica, la pratica di cantare rigorosamente aderenti allo spartito, vale a dire come scritto, è stata notoriamente propagata dal soprano Maria Callas, che ha chiamato questa pratica inquadrare in modo rigido ed era dettata dal voler comprendere meglio l'intenzione del compositore, soprattutto durante lo studio della musica per la prima volta.

## Relazioni con altre tradizioni musicali

### Musica popolare
La musica classica ha spesso incorporato elementi o materiali tematici presi dalla musica popolare del tempo del compositore. Gli esempi comprendono la musica utilizzata da Brahms nelle canzoni delle bevute dello studente in Academic Festival Overture, le musiche di Kurt Weill in L'opera da tre soldi, e l'influenza del jazz, agli inizi del XX secolo, su compositori come Maurice Ravel, esemplificata dal movimento intitolato "Blues" nella sua sonata per violino e pianoforte. Alcuni compositori postmoderni, minimalisti e postminimalisti riconoscono di essere debitori alla musica popolare.
Numerosi esempi mostrano l'influenza nella direzione opposta, tra cui canzoni popolari tratte da musica classica. Si ricordi l'uso del Canone di Pachelbel nel 1970, e il fenomeno di crossover con il quale i musicisti classici hanno raggiunto il successo nel campo della musica popolare.

### Musica folk
Alcuni compositori di musica classica hanno spesso fatto uso di musica folk (musica creata da musicisti che non hanno normalmente una preparazione musicale e spesso portatori di una tradizione puramente orale). Alcuni compositori di musica classica, come Dvořák e Smetana, hanno spesso utilizzato pezzi di musica folk, per conferire un'impronta nazionalistica alle loro opere, mentre altri come Bartók hanno usato temi specifici tratti di peso da musiche popolari del loro paese d'origine.

## Commercializzazione
Alcuni pezzi di musica classica sono stati spesso usati per motivi commerciali (sia nella pubblicità che nelle colonne sonore cinematografiche). In alcuni spot pubblicitari televisivi, diversi temi sono divenuti degli stereotipi, in particolare l'ouverture dell'Also sprach Zarathustra di Richard Strauss (resa famosa dalla colonna sonora del film 2001: Odissea nello spazio) e l'inizio di "O Fortuna" di Carl Orff, pezzo tratto dai Carmina Burana, spesso utilizzato in film di genere horror; altri esempi sono il Dies Irae del Requiem di Verdi, In the Hall of the Mountain King del Peer Gynt di Edvard Grieg, le battute iniziali della Sinfonia n. 5 di Beethoven, la Cavalcata delle Valchirie del Die Walküre di Wagner e diversi altri. La romanza "Nessun dorma" dell'opera Turandot di Giacomo Puccini, ad esempio, è stata utilizzata per la colonna sonora del Campionato mondiale di calcio 1990. Alcune battute del Gran vals per chitarra di Francisco Tárrega sono state utilizzate dalla Nokia come suoneria predefinita per i suoi dispositivi, nota come Nokia tune e divenuta estremamente celebre.
Diverse opere di animazione statunitensi hanno utilizzato pezzi di musica classica. Fra le più note il film di Walt Disney, Fantasia, quello di Tom and Jerry Johann Mouse, e quelli della Warner Bros.' The Rabbit of Seville e What's Opera, Doc?.
Allo stesso modo, i film e la televisione spesso utilizzano frammenti di musica classica per trasmettere raffinatezza e opulenza: alcuni dei pezzi più spesso utilizzati in questa categoria comprendono Eine kleine Nachtmusik di Mozart, Le quattro stagioni di Vivaldi, Una notte sul Monte Calvo di Mussorgsky (orchestrato da Rimskij-Korsakov), e l'ouverture dal Guglielmo Tell di Rossini.
Shawn Vancour sostiene che la commercializzazione di musica classica agli inizi del XX secolo serviva a danneggiare l'industria musicale attraverso una rappresentazione inadeguata.